# Lee Cronbach
Lee Joseph Cronbach (Fresno, 20 de abril de 1916 - Palo Alto, 1 de octubre de 2001) fue un psicólogo estadounidense conocido por sus trabajos de psicometría y sobre todo por la medida de fiabilidad que lleva su nombre: el coeficiente Alfa de Cronbach.
Estudió un grado en el Fresno State College en su ciudad natal y después realizó un máster en la Universidad de Berkeley, en 1940 obtuvo un doctorado en Psicología de la Educación en la Universidad de Chicago. Estuvo dando clases en la Universidad del Estado Washington, en la Universidad de Chicago, en la Universidad de Illinois y finalmente desde 1964 en la Universidad de Stanford.
Fue nombrado presidente de la Asociación Estadounidense de Psicología (American Psychological Association) en 1957 y en 1964 de la Asociación Estadounidense de Investigación Educativa (American Educational Research Association).
Los trabajos que realizó sobre la fiabilidad de los test y de modo particular el coeficiente Alfa que permitía estimarla le hicieron muy conocido. En 1972 presentó un modelo estadístico que permitía identificar y cuantificar las fuentes de los errores de medida y que se conoció como la Teoría G o de generalizabilidad.
Entre sus trabajos más significativos se encuentran:
- Cronbach, L.J. (1951). «Coeficiente alfa y la estructura interna de los test (Coefficient alpha and the internal structure of tests)». Psychometrika (en inglés) 16 (3): 297-334. ISSN 0033-3123. Consultado el 14 de abril de 2012.
- Cronbach, L.J. y Meehl, P.E. (1955). «Validez de constructo en los test psicológicos (Construct validity in psychological tests)». Psychological Bulletin (en inglés) 52: 281-302. ISSN 0033-2909. Consultado el 14 de abril de 2012.
- Cronbach, L.J. (1957). «Las dos disciplinas de la psicología científica (The two disciplines of scientific psychology)». American Psychologist (en inglés) 12: 671-684. Consultado el 14 de abril de 2012.
- Cronbach, L.J. (1972). La dependencia de las medidas de la conducta: Teoría de la generalización de puntuaciones y perfiles (The dependability of behavioral measurements: Theory of generalizability for scores and profiles) (en inglés). Nueva York: Wiley. ISBN 978-04-7118-850-6. Consultado el 14 de abril de 2012.